# Tour de France 2012/15. Etappe
Die 15. Etappe der Tour de France 2012 fand am 16. Juli 2012 statt und führte von Samatan nach Pau. Bei einer Streckenlänge von 158,5 km gab es eine Bergwertung der 3. und zwei der 4. Kategorie.

## Teilnehmende Teams
- BMC Racing Team (BMC)
- RadioShack-Nissan (RNT)
- Team Europcar (EUC)
- Euskaltel-Euskadi (EUS)
- Lampre-ISD (LAM)
- Liquigas-Cannondale (LIQ)
- Garmin-Sharp (GRS)
- AG2R La Mondiale (ALM)
- Cofidis, le Crédit en Ligne (COF)
- Saur-Sojasun (SAU)
- Sky ProCycling (SKY)
- Lotto Belisol Team (LTS)
- Vacansoleil-DCM (VCD)
- Katusha Team (KAT)
- FDJ-Big Mat (FDJ)
- Rabobank Cycling Team (TLJ)
- Movistar (MOV)
- Team Saxo Bank-Tinkoff Bank (STB)
- Astana Pro Team (AST)
- Omega Pharma-Quick Step (OPQ)
- Orica GreenEdge (OGE)
- Team Argos-Shimano (TGA)

## Strecke
Die Strecke führte überwiegend in westlicher Richtung durch die Départements Gers, Hautes-Pyrénées und Pyrénées-Atlantiques. Das Profil war wellig mit zahlreichen kleinen Anstiegen. Der Zwischensprint wurde in Maubourguet (179 m) ausgetragen. Auf der zweiten Streckenhälfte mussten drei Bergwertungen bewältigt werden, davon eine der 3. und zwei der 4. Kategorie.

## Rennverlauf
Zu dieser Etappe starteten noch 162 der ursprünglich 198 Fahrer. Unmittelbar nach Rennbeginn attackierte Jaroslaw Popowytsch, ließ sich aber gleich wieder zurückfallen. Nach 5 Kilometern bildete sich an der Spitze eine sechsköpfige Gruppe, die aber nicht entscheidend wegkam, weil das Feld das Tempo konstant hochhielt. Die Ausreißer wurden nach 15 Kilometern gestellt – mit Ausnahme von Dries Devenyns, der zusammen mit Pierrick Fédrigo und Nicki Sørensen eine Gegenattacke lancierte. Wenig später schlossen fünf weitere Fahrer zum Trio auf. Doch bereits bei Kilometer 24 holte das Feld die Gruppe wieder ein.
Nach etwa 30 Kilometern riss ein weiteres Quintett aus. Es hatte einen maximalen Vorsprung von 25 Sekunden und wurde 30 Kilometer später eingeholt. Bei Kilometer 62 war eine weitere Gruppe mit ihrem Ausreißversuch erfolgreich. Thomas Voeckler, Christian Vande Velde, Pierrick Fédrigo, Samuel Dumoulin und Dries Devenyns setzten sich vom Feld ab. Etwas später machte sich Nicki Sørensen auf die Verfolgung und schloss bei Kilometer 82 zur Spitzengruppe auf. Währenddessen drosselte das Feld das Tempo merklich, wodurch der Rückstand kontinuierlich anwuchs. Sørensen erreichte als Erster den Zwischensprint; Schnellster im Feld, das zu diesem Zeitpunkt bereits über fünf Minuten zurücklag, war Peter Sagan.
Voeckler entschied alle drei Bergwertungen des Tages für sich. Bei Kilometer 136 überschritt der Vorsprung der Spitzengruppe die Zehn-Minuten-Marke. Etwa zehn Kilometer vor dem Ziel versuchte Sørensen eine Entscheidung herbeizuführen, wurde aber von den anderen Ausreißern wieder gestellt. Sechs Kilometer vor dem Ende der Etappe startete Fédrigo einen Angriff und ließ seine Begleiter stehen; nur Vande Velde konnte sein Tempo mitgehen. Hinter ihnen bildeten Voeckler und Sørensen ein weiteres Duo, kamen aber nicht mehr heran. Im Sprint um den Tagessieg setzte sich Fédrigo durch, der bereits bei der Tour de France 2010 die Etappe nach Pau gewonnen hatte. Das Feld kam mit einem Rückstand von fast zwölf Minuten ins Ziel, angeführt von André Greipel.

## Bergwertungen
| Côte de Lahitte-Toupière Kategorie 4 nach 107 km auf 289 m 2,1 km bei 5,3 % |            |                       |        |
| 1.                                                                          | Frankreich | Thomas Voeckler (EUC) | 1 Pkt. |

| Côte de Simacourbe Kategorie 3 nach 123.5 km auf 289 m 1,9 km bei 6,3 % |            |                       |        |
| 1.                                                                      | Frankreich | Thomas Voeckler (EUC) | 2 Pkt. |
| 2.                                                                      | Frankreich | Samuel Dumoulin (COF) | 1 Pkt. |

| Côte de Monassut-Audiracq Kategorie 4 nach 129 km auf 318 m 1,5 km bei 5,4 % |            |                       |        |
| 1.                                                                           | Frankreich | Thomas Voeckler (EUC) | 1 Pkt. |

## Punktewertungen
| Zwischensprint in Maubourguet nach 101,5 km auf 179 m |                        |                             |         |
| 1.                                                    | Danemark               | Nicki Sørensen (SAX)        | 20 Pkt. |
| 2.                                                    | Frankreich             | Thomas Voeckler (EUC)       | 17 Pkt. |
| 3.                                                    | Belgien                | Dries Devenyns (OPQ)        | 15 Pkt. |
| 4.                                                    | Frankreich             | Samuel Dumoulin (COF)       | 13 Pkt. |
| 5.                                                    | Frankreich             | Pierrick Fédrigo (FDJ)      | 11 Pkt. |
| 6.                                                    | Vereinigte Staaten     | Christian Vande Velde (GRM) | 10 Pkt. |
| 7.                                                    | Slowakei               | Peter Sagan (LIQ)           | 9 Pkt.  |
| 8.                                                    | Slowenien              | Kristijan Koren (LIQ)       | 8 Pkt.  |
| 9.                                                    | Danemark               | Lars Bak (LTB)              | 7 Pkt.  |
| 10.                                                   | Belgien                | Francis De Greef (LTB)      | 6 Pkt.  |
| 11.                                                   | Osterreich             | Bernhard Eisel (SKY)        | 5 Pkt.  |
| 12.                                                   | Vereinigtes Konigreich | Chris Froome (SKY)          | 4 Pkt.  |
| 13.                                                   | Deutschland            | Christian Knees (SKY)       | 3 Pkt.  |
| 14.                                                   | Norwegen               | Edvald Boasson Hagen (SKY)  | 2 Pkt.  |
| 15.                                                   | Vereinigtes Konigreich | Mark Cavendish (SKY)        | 1 Pkt.  |

| Zielsprint in Pau nach 158,5 km auf 205 m |                    |                             |         |
| 1.                                        | Frankreich         | Pierrick Fédrigo (FDJ)      | 45 Pkt. |
| 2.                                        | Vereinigte Staaten | Christian Vande Velde (GRM) | 35 Pkt. |
| 3.                                        | Frankreich         | Thomas Voeckler (EUC)       | 30 Pkt. |
| 4.                                        | Danemark           | Nicki Sørensen (SAX)        | 26 Pkt. |
| 5.                                        | Belgien            | Dries Devenyns (OPQ)        | 22 Pkt. |
| 6.                                        | Frankreich         | Samuel Dumoulin (COF)       | 20 Pkt. |
| 7.                                        | Deutschland        | André Greipel (LTB)         | 18 Pkt. |
| 8.                                        | Vereinigte Staaten | Tyler Farrar (GRM)          | 16 Pkt. |
| 9.                                        | Slowakei           | Peter Sagan (LIQ)           | 14 Pkt. |
| 10.                                       | Belgien            | Kris Boeckmans (VCD)        | 12 Pkt. |
| 11.                                       | Slowenien          | Borut Božič (AST)           | 10 Pkt. |
| 12.                                       | Frankreich         | Sébastien Hinault (ALM)     | 8 Pkt.  |
| 13.                                       | Niederlande        | Koen de Kort (ARG)          | 6 Pkt.  |
| 14.                                       | Australien         | Jonathan Cantwell (SAX)     | 4 Pkt.  |
| 15.                                       | Frankreich         | Jimmy Engoulvent (SAU)      | 2 Pkt.  |

## Aufgaben
- 023 –  Giovanni Bernaudeau (EUC): Aufgabe während der Etappe.
- 026 –  Vincent Jérôme (EUC): Aufgabe während der Etappe.
- 129 –  Kenny van Hummel (VCD): Aufgabe während der Etappe.
- 143 –  Jauheni Hutarowitsch (FDJ): Aufgabe während der Etappe.
- 192 –  Sylvain Chavanel (OPQ): Aufgabe während der Etappe.
- 206 –  Brett Lancaster (OGE): Aufgabe während der Etappe.